# Зайцево (муниципальный округ Егорьевск)
За́йцево — деревня в муниципальном округе Егорьевск Московской области России.

## География
Деревня Зайцево расположена в западной части муниципального округа Егорьевск, примерно в 15 километрах к югу от города Егорьевск. Через деревню протекает река Щелинка. Высота над уровнем моря 143 метров.

## Название
Название связано с некалендарным личным именем Заяц.

## История
До отмены крепостного права в России деревня принадлежала помещику Колемину. После 1861 года деревня вошла в состав Троицкой волости Егорьевского уезда. Приход находился в селе Троица.
В 1926 году деревня входила в Сазоновский сельсовет Колычёвской волости Егорьевского уезда.
До 1994 года Зайцево входило в состав Колычевского сельсовета Егорьевского района, а в 1994—2006 годы — Колычевского сельского округа.
До 2015 года входила в состав городского поселения Егорьевск.
В 2015 году вошла в состав городского округа Егорьевск, образованного в том же году путем упразднения Егорьевского района и объединения всех его поселений в единый городской округ.

## Демография
В 1885 году в деревне проживало 131 человек, в 1905 году — 156 человек (66 мужчин, 90 женщин), в 1926 году — 112 человек (55 мужчин, 57 женщин). По переписи 2002 года — 6 человек (5 мужчин, 1 женщина). Население — 8 человек (2010).
| 1859 | 1868 | 1885 | 1905 | 1926 | 2002 | 2006 |
| ---- | ---- | ---- | ---- | ---- | ---- | ---- |
| 148  | ↘131 | →131 | ↗156 | ↘112 | ↘6   | →6   |
| 2010 |      |      |      |      |      |      |
| ↗8   |      |      |      |      |      |      |